# روز غونزاليس
روز غونزاليس (بالإنجليزية: Rose Gonzales)‏ هي خزافة أمريكية، ولدت في 1900 في أوكي آوين ‏ في الولايات المتحدة، وتوفيت في 1989.